# گئورگ فردریش ناپ
گئورگ فردریش ناپ (Georg Friedrich Knapp)‏ (۷ مارس ۱۸۴۲ – ۲۰ فوریه ۱۹۲۶)، یک اقتصاددان آلمانی بود که در سال ۱۹۰۵ میلادی کتاب پول بر اساس نظریه دولت (The State Theory of Money) را تألیف کرده و مدرسه نظریهٔ پولی چارتالیستی را بنیان‌گذاری کرد، استدلال می‌کند که ارزش پول از صدور آن توسط سازمانی از حکومت ناشی می‌شود، نه خود به خود از طریق روابط مبادله.

## زندگی‌نامه
ناپ در ۷ مارس ۱۸۴۲ متولد شد. پدرش شیمیدان مشهور فردریش لودویگ ناپ بود. ناپ در مونیخ، برلین و گوتنگن تحصیل کرده و در سال ۱۸۶۷ میلادی مدیر اداره آمار لایپزیگ شد. در سال ۱۸۶۹ میلادی او به عنوان استادیار اقتصاد و آمار در دانشگاه لایپزیگ منصوب گردید. در سال ۱۸۷۴ میلادی او پروفسور اقتصاد سیاسی در دانشگاه استراسبورگ شد، جاییکه تا سال ۱۹۱۸ ماند. او همچنین در میان سال‌های ۱۸۹۱ – ۱۸۹۲ و ۱۹۰۷ – ۱۹۰۸ میلادی رئیس دانشگاه استراسبورگ بود.
در سال ۱۸۸۶ او نشریه Abhandlungen aus dem staatswissenschaftlichen Seminar zu Strassburg را بنیان‌گذاری کرد.

## خانواده
ناپ پدر ایلی هیوس ناپ، خانم آینده تیودور هیوس، اولین رئیس‌جمهور، جمهوری فدرال آلمان بود.
پس از این‌که خانم ناپ، لایدیا وی کالگانو و مادر گرجستانی دو دخترش بیمار روانی شد، او دخترانش را بزرگ کرد. چیزی که در آن زمان غیرمعمول بود.

## نظریهٔ دولتی پول
ناپ به دلیل کتابش که توسط انجمن اقتصاد سلطنتی به زبان انگلیسی ترجمه شده و برای اولین بار در بریتانیا در سال ۱۹۲۴، ۱۹ سال پس از اولین چاپ او در آلمان، به چاپ رسید، اغلب در خاطره‌ها ماند.
پول بر اساس نظریهٔ دولت (The State Theory of Money) در صدد ایجاد نظریه‌ای بود که بتواند نظام‌های مختلف پولی مبتنی بر فلزات قیمتی یا پول کاغذی را در بربگیرد. روی‌کرد ناپ طبیعت‌گرایانه است. به عنوان یک نظریه‌پرداز، او نمی‌خواهد توصیه کند که پول چه چیزی می‌تواند باشد، نه هم نحوه استفاده پول برای دسترسی به اهداف خاص را به بررسی می‌گیرد. او با استفاده کامل از نمونه‌های قرن نوزدهم اروپا، یک طبقه‌بندی جنتیکی و سپس طبقه‌بندی عملیاتی را استنباط می‌کند. در این فرایند، این کتاب نشان می‌دهد که برخی از چیزهای که قبلاً پول «نوعی» پنداشته می‌شدند، صرفاً آنچه او «پول هیلوژنیک چارتال» می‌خواند، بوده‌اند. ناپ که یک چارتالیست مشهور بود، به‌صورت خالص و ساده از پول کاغذی دفاع نمی‌کرد. او به‌صورت مؤثر اشاره می‌کند که میتالیست‌ها با نظریه‌ای که دارند نمی‌توانند به‌صورت مؤثر برخی از پدیده‌های مشاهده شده که آن‌ها آن را «ناهنجاری» می‌خوانند را توضیح دهند. بر خلاف آن، ناپ فکر می‌کند که نظریهٔ او می‌تواند نظام‌های چندلایه‌ای پولی که در این کتاب ذکر شده‌است را توضیح دهد. جدا از دیدگاه‌های نظری او، این کتاب به‌صورت ویژه به این دلیل جذاب است که یک منبع مفصل معلومات در مورد تاریخ پولی اروپای قرن نوزدهم است و بر کشورهای انگلستان، فرانسه، هلند، اتریش و آلمان تمرکز دارد. با توجه به نبود ابزار مالی، انجمن اقتصاد سلطنتی به‌صورت اختیاری ترجمه فصل چهارم که حاوی مرور تاریخی انگلستان، فرانسه، آلمان، اتریش و ضمایم حاوی مطالعات خاص موردی بود را حذف کرد. با این حال، حتی نسخه انگلیسی خلاصه شده کتاب The State Theory of Money به‌صورت دقیق تغییرات بسیاری را که در طول قرن نوزدهم اتفاق افتاده‌است، نشان می‌دهد: یک حرکت کلی از دو فلزی به یک فلزی، ظهور و ناپدید شدن نظام‌های پول کاغذی (به‌صورت خاص اتریش سال ۱۸۶۶ میلادی)، استفاده تقریباً سیستماتیک پول کاغذی توسط دولت در خصوص جنگ در کنار وسایل پرداخت موجود، ظهور اسکناس‌ها و استفاده از پرداخت‌های جیرو و….